# Kiyama Kohei
Kohei Kiyama (喜山 康平, sinh ngày 22 tháng 2 năm 1988) là một cầu thủ bóng đá người Nhật Bản. Anh thi đấu cho Fagiano Okayama.

## Thống kê sự nghiệp câu lạc bộ
Cập nhật đến ngày 23 tháng 2 năm 2018.
| Thành tích câu lạc bộ | Thành tích câu lạc bộ | Thành tích câu lạc bộ | Giải vô địch | Giải vô địch | Cúp                   | Cúp                   | Cúp Liên đoàn | Cúp Liên đoàn | Tổng cộng | Tổng cộng |
| Mùa giải              | Câu lạc bộ            | Giải vô địch          | Số trận      | Bàn thắng    | Số trận               | Bàn thắng             | Số trận       | Bàn thắng     | Số trận   | Bàn thắng |
| Nhật Bản              | Nhật Bản              | Nhật Bản              | Giải vô địch | Giải vô địch | Cúp Hoàng đế Nhật Bản | Cúp Hoàng đế Nhật Bản | J. League Cup | J. League Cup | Tổng cộng | Tổng cộng |
| --------------------- | --------------------- | --------------------- | ------------ | ------------ | --------------------- | --------------------- | ------------- | ------------- | --------- | --------- |
| 2006                  | Tokyo Verdy           | J2 League             | 1            | 0            | 0                     | 0                     | -             | -             | 1         | 0         |
| 2007                  | Tokyo Verdy           | J2 League             | 0            | 0            | 0                     | 0                     | -             | -             | 0         | 0         |
| 2007                  | Fagiano Okayama       | JRL (Chūgoku)         | 17           | 27           | -                     | -                     | -             | -             | 17        | 27        |
| 2008                  | Fagiano Okayama       | JFL                   | 32           | 18           | 1                     | 0                     | -             | -             | 33        | 18        |
| 2009                  | Fagiano Okayama       | J2 League             | 48           | 3            | 1                     | 0                     | -             | -             | 49        | 3         |
| 2010                  | Fagiano Okayama       | J2 League             | 20           | 1            | 0                     | 0                     | -             | -             | 20        | 1         |
| 2011                  | Tokyo Verdy           | J2 League             | 0            | 0            | -                     | -                     | -             | -             | 0         | 0         |
| 2011                  | Kamatamare Sanuki     | JFL                   | 16           | 0            | 1                     | 0                     | -             | -             | 17        | 0         |
| 2012                  | Matsumoto Yamaga      | J2 League             | 39           | 0            | 1                     | 0                     | -             | -             | 40        | 0         |
| 2013                  | Matsumoto Yamaga      | J2 League             | 34           | 3            | 2                     | 0                     | -             | -             | 36        | 3         |
| 2014                  | Matsumoto Yamaga      | J2 League             | 38           | 4            | 1                     | 0                     | -             | -             | 39        | 4         |
| 2015                  | Matsumoto Yamaga      | J1 League             | 33           | 2            | 3                     | 0                     | 2             | 0             | 38        | 2         |
| 2016                  | Matsumoto Yamaga      | J2 League             | 40           | 0            | 0                     | 0                     | -             | -             | 40        | 0         |
| 2017                  | Fagiano Okayama       | J2 League             | 41           | 2            | 0                     | 0                     | -             | -             | 41        | 2         |
| Tổng cộng sự nghiệp   | Tổng cộng sự nghiệp   | Tổng cộng sự nghiệp   | 359          | 60           | 10                    | 0                     | 2             | 0             | 371       | 60        |